# Nayagan
Pour plus de détails, voir Fiche technique et Distribution.
Nayagan (நாயகன்) est un film indien, écrit et réalisé par Mani Ratnam, sorti en 1987.

## Synopsis
Obligé de fuir Thoothukudi, pour des raisons politiques et surtout, après avoir abattu un policier, meurtrier de son père, un activiste, le jeune Vélou (Kamal Hassan) finit par échouer à Bombay, dans un bidonville tamoul. Là, un vieux pêcheur musulman le prend sous son aile et lui apprend les ficelles du métier. En grandissant, Vélou prend conscience des brimades et des injustices faites à sa communauté. Il décide d'y mettre un terme, le jour où, il supprime, dans le sang et la violence, un représentant de l'ordre corrompu et à l'origine de tous les malheurs. Il devient dès lors, Vélou-Nayagar, le "parrain-justicier" pour ses compatriotes, les protégeant, face à toutes formes d'injustice, durant plusieurs décennies, tel un ange exterminateur.. Le héros finira par se brûler les ailes...

## Fiche technique
Sauf indication contraire, les informations mentionnées dans cette section peuvent être confirmées par la base de données cinématographiques IMDb,  présente dans la section « Liens externes ».
- Titre français : Nayagan
- Titre original : நாயகன்
- Réalisation : Mani Ratnam
- Dialogues : Rajasri, Balakumaran, Mani Ratnam
- Direction artistique : Thotta Tharani
- Photographie : P.C. Sreeram
- Montage : Vemuri Ravi
- Musique : Ilaiyaraaja
- Paroles : Rajasri
- Chorégraphie : Saroj Khan
- Production : Ravi Kishore, Mani Ratnam, G. Venkateswaran
- Société de production[1] : Muktha Films; Sujatha Films Limited
- Pays d'origine :  Inde
- Langues : Tamoul, anglais, hindi
- Format[2] : Couleurs - 2,35:1 - DTS / Dolby Digital / SDDS - 35 mm
- Genre : Drame et film de gangsters
- Durée : 149 minutes
- Dates de sorties en salles[3] : 
  -  Inde : 21 octobre 1987

## Distribution
- Kamal Haasan : Sakthivélou Nayagar/Vélou Nayagar
- Janagaraj : Selvam
- Saranya Ponvannan : Neela
- Karthika : Charumati
- Vijayan : Dourai
- M. V. Vasudeva Rao : Hussain Bhai
- Delhi Ganesh : Iyer
- Nizhalgal Ravi : Surya
- Nassar : le commissaire adjoint, l'époux de Charumati
- Tara : Shyla
- Kuyili : le figurant dans la chanson Nila Adhu Vanathumele
- R. N. Sudarshan et R. N. Jayagopal : les frères Reddy
- A. R. Srinivasan : l'officier de police
- Goga Kapoor : Chandrakanth Kohli
- Pradeep Shakthi : l'inspecteur Kelkar
- Kitty : le père de Vélou
- Tinnu Anand : Ajit Kelkar
- Prathapachandran : le Ministre de la Justice

## Bande originale du film
La musique du film Nayagan fut la 400ème bande originale, composée par l'Ilayaraja. Pulamaipithan rédigea toutes les paroles, à l'exception de celles de "Nila Adhu Vanathumele..." dont Ilayaraja est l'auteur.
La chanson "Thenpandi Cheemayile..." et sa version musicale reviennent très souvent dans le film. Durant le générique d'ouverture, la phrase, extraite de la chanson citée, plus haut, "yaar adichaaro..." que l'on entend, est prononcée d'une certaine manière, par le compositeur Ilayaraja, tandis que plus tard, dans le film, l'acteur Kamal Hassan la prononce, à sa façon, "yaar adithaaro...", c'est une variation raffinée de ce passage par le comédien, sa touche personnelle.
Le critique de cinéma, Baradwaj Rangan interrogea le metteur en scène Mani Ratnam, sur cette nuance (qu'apporta Kamal Hassan, lors de son interprétation). Mani Ratnam répondit qu'elle correspondait à l'état d'esprit de Vélou-Nayagar, personnage incarné par Kamal Hassan et que l'acteur le ressentait tout simplement ainsi. Le réalisateur ajouta que la version du compositeur était antérieur à celle de l'acteur. Au moment de son enregistrement en studio, Ilayaraja se réserva le choix de l'exécuter sur un ton plus "populaire", plus campagnarde. L'orchestration de Kamal Hassan, reposait sur un style plus léché, plus grave, avec cuivre, et du fait que le thème est ré-entendu à plusieurs moments. En somme, briser la "monotonie" de  "Thenpandi Cheemayile..." par différents arrangements et variations.
La chanson "Nee Oru Kaadhal Sangeetham..." figurait sur les deux faces du disque vinyle (format 33 tours) (ainsi que sur la cassette audio), sorti à l'époque (1987). Ce morceau est basé sur la gamme musicale "Kalyani".
Dans la version hindi du film, Velu Nayakan, sortie en 1999, le binôme, Deepak-Santosh remplace, en composant deux autres titres. Le premier, "Chaha Humne Tujhe..." à la place de  "Nee Oru Kaadhal Sangeetham..." et le second, "Sitam Ki Andhi Se..." fait place à "Thenpandi Cheemayile...". Une autre version hindi de "Thenpandi Cheemayile..." existait sous le titre de "Jeevan Ka Sangeet...".
Liste des titres
| 1. | Naan Sirithal Deepavali   | K.Jamuna Rani, M. S. Rajeswari et chorale | 4:46 |
| 2. | Nee Oru Kadhal Sangeetham | Mano et K.S.Chitra                        | 4:32 |
| 3. | Andhi Mazhai Megam        | T.L.Maharajan, P.Susheela et chorale      | 4:46 |

| 1. | Nila Adhu Vanathumele     | Ilayaraja                 | 5:01 |
| 2. | Nee Oru Kadhal Sangeetham | Mano et K.S.Chitra        | 4:32 |
| 3. | Thenpandi Cheemayile      | Ilayaraja et Kamal Hassan | 4:32 |